# Avast Antivirus
Avast Antivirus este o familie de aplicații de securitate pe internet multiplatforme dezvoltate de Avast pentru Microsoft Windows, macOS, Android și iOS. Produsele Avast Antivirus includ versiuni gratuite și cu plată care asigură securitatea computerului, securitatea browserului, software antivirus, firewall, anti-phishing, antispyware și anti-spam, printre alte servicii. 
În februarie 2015, Avast a lansat un produs de afaceri gratuit numit Avast for Business. Este o soluție multiplatformă care include protecție antivirus, scanarea amenințărilor web, protecție a browserului și o consolă de management în cloud. 
Începând cu 2017, Avast este cel mai popular furnizor de soluții antivirus de pe piață  și deține cea mai mare cotă de piață pentru aplicațiile antivirus. 
Într-un test din februarie 2018 a diferitelor produse antimalware realizat de AV-TEST⁠(d), Avast Free Antivirus a câștigat 6 din 6 puncte în categoria „Protecție”, detectând 100% din mostrele de malware utilizate în acest test și obținând un sigiliu „AV-TEST Certified”.   De asemenea, în ianuarie 2018, aplicația Avast Mobile Security & Antivirus a detectat 100% din eșantioanele de malware în testul de malware Android realizat de AV-Comparatives⁠(d). 
În ianuarie 2020, mai multe surse de știri au raportat că Avast Antivirus, prin intermediul unei filiale, vindea istoricul de navigare al utilizatorilor de produse Avast Free. Deși compania a susținut că toate datele au fost „de-identificate”, s-a raportat că datele vândute ar putea fi legate înapoi la identitățile reale ale oamenilor, expunând fiecare clic și căutare pe care le-au făcut, dar acest lucru nu a putut fi verificat.    Ca răspuns, Avast a anunțat că va închide filiala din cauza reacțiilor legate de confidențialitatea datelor.